# Elsbeth
Elsbeth är en amerikansk kriminaldramaserie som hade premiär på CBS den 29 februari 2024. Första säsongen består av tio avsnitt. Serien är en spinoff till The Good Wife som sändes mellan 2009 och 2016.

## Handling
Serien kretsar kring Elsbeth Tascioni som är en okonventional advokat som jagar brottslingar i New York.

## Rollista (i urval)
- Carrie Preston – Elsbeth Tascioni
- Wendell Pierce – C.W. Wagner
- Carra Patterson – Kaya Blanke